# Badlands Guardian
Badlands Guardian es una curiosidad geomorfológica localizada en las coordenadas 50°00′38.20″N, 110°06′48.32″W, cerca de Medicine Hat en el sureste de Alberta, Canadá.
La naturaleza de esta curiosidad es que, vista desde el aire, parece una cabeza humana luciendo un sombrero al estilo de los nativos.